# Sickte
Sickte est une municipalité allemande du land de Basse-Saxe et de l'arrondissement de Wolfenbüttel.

## Personnalités liées à la ville
- Ludwig Roland-Lücke (1855-1917), homme politique né à Niedersickte.